# Criticalidad autorganizada

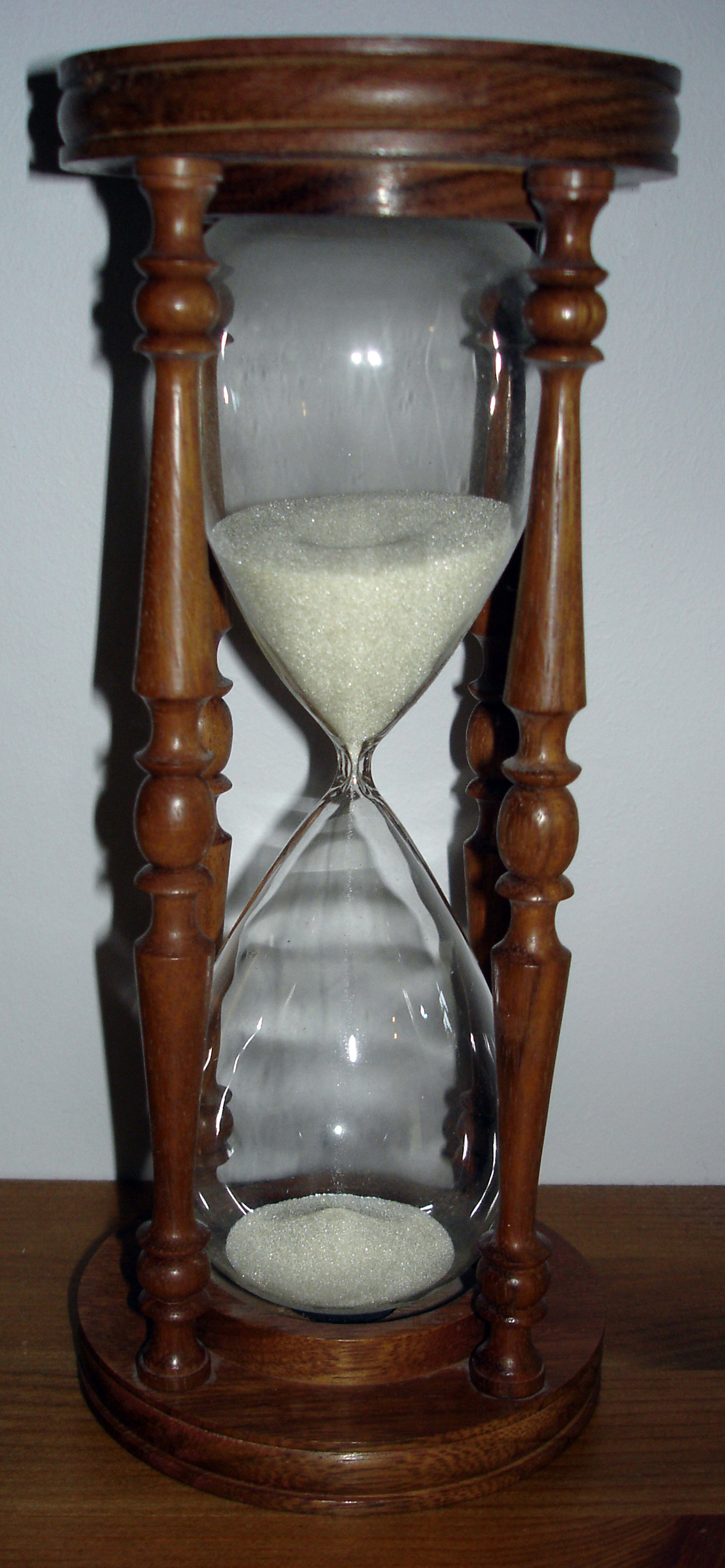
En el reloj de arena se forma una pila de arena cónica autorganizada críticamente cuando la arena cae poco a poco.

Criticalidad autorganizada es un término usado en física para describir (clases de) sistemas dinámicos que tienen puntos críticos como un atractor en su evolución temporal.
El comportamiento macroscópico de los sistemas con criticalidad autorganizada exhibe invariancias de escala espaciales y temporales típicas de una transición de fase, por ejemplo ruido 1/f. A diferencia de un punto crítico común al cual se llega por un ajuste externo del parámetro de orden, los sistemas que exhiben criticalidad autorganizada espontáneamente se mantienen cerca del punto crítico, de ahí su nombre.
El concepto fue concebido originalmente por Per Bak, Chao Tang y Kurt Wiesenfeld ("BTW") en un artículo publicado en Physical Review Letters en 1987 y es considerado uno de los mecanismos que generan la complejidad
 que nos rodea.
El concepto ha sido aplicado en campos muy diversos incluyendo geofísica, cosmología, evolución y ecología, economía, gravedad cuántica, sociología, física solar, física de plasma, neurobiología

 y otros campos.
Los fenómenos críticos autorganizados pueden observarse en sistemas en desequilibrio con muchos grados de libertad extendidos y con algún grado de no linealidad. Muchos ejemplos validando este concepto han sido identificados desde el artículo original, pero aún no hay acuerdo sobre las condiciones necesarias y suficientes para que un sistema exhiba criticalidad autorganizada.